# Lucille (песня Литла Ричарда)
«Lucille» (рус. Люси́ль) — песня, ставшая одним из известных хитов американского исполнителя Литла Ричарда. Песня была написана большей частью американским блюзовым музыкантом Альбертом Коллинзом (на первых выпусках сингла Коллинз даже указывался как единственный автор), однако Литтл Ричард выкупил половину авторских прав на песню, когда Коллинз находился в Луизианской тюрьме. Песня достигла 21-й первой позиции в US Pop Chart и первой позиции в R&B Chart, а также десятой позиции в UK Singles Chart. Песня стала весьма популярной; американский музыкальный критик Дейв Марш поместил её на 670-ю позицию в своём списке «1001 самый выдающийся сингл».

## Кавер-версии
Став рок-стандартом, песня многократно перепевалась различными исполнителями. Из наиболее известных можно упомянуть группы Status Quo, Wings, The Beatles, Mud, The Hollies, The Animals, Deep Purple, The Everly Brothers, The Sonics, а также таких исполнителей, как Пол Маккартни, Уэйлон Дженнингз, Джонни Винтер, Джон Энтвисл и другие.

### Версия «Битлз»
«Битлз» дважды выступали на одном концерте с Литлом Ричардом, а также присутствовали за кулисами во время его выступления в Гамбурге в ноябре 1962 года. Группа дважды записывала песню «Lucille» для BBC: 3 сентября 1963 для радиошоу Pop Go The Beatles (передача вышла в эфир 17 сентября) и 7 сентября того же года для передачи Saturday Club (передача вышла в эфир 5 октября). Версия, записанная 7 сентября, была позже опубликована в составе альбома Live at the BBC (1994 год). Вокальную партию в этой песне исполнял Пол Маккартни.
Группа также работала над этой песней в январе 1969 года во рамках проекта Get Back/Let It Be. Кроме того, данная песня стала одной из тех, что исполнялись Ленноном и Маккартни совместно в 1974 году (единственный случай после распада «Битлз», когда они играли вместе); результаты этой записи вошли в бутлеговский альбом A Toot and a Snore in ’74.

### Версия Уэйлона Дженнингза
Версия Уэйлона Дженнингза, опубликованная в 1983 году под названием «Lucille (You Won’t Do Daddy’s Will)», достигла успеха в чартах, заняв первую строчку в Billboard Hot Country Singles и четвёртую — в канадском чарте RPM Country Tracks.